# Lijst van politieke partijen in Nederland
De lijst van politieke partijen in Nederland is een historisch overzicht van politieke partijen die in het heden of het verleden actief zijn geweest in de Nederlandse politiek, op zowel nationaal als lokaal niveau. De lijst van provinciale en lokale (plaatselijke) partijen beperkt zich tot partijen die bij de laatste verkiezingen een of meer zetels hebben gehaald.

## Landelijke partijen

### Nationaal vertegenwoordigd
Vijftien politieke partijen zijn vertegenwoordigd in de Tweede Kamer (TK), vijftien in de Eerste Kamer (EK) en tien in het Europees Parlement (EP).
| Partij                                  | Logo | Afk.    | Ideologie                | Richting        | EU-partij   | EU-fractie       | Partijleider            | Zetels | Zetels | Zetels |
| Partij                                  | Logo | Afk.    | Ideologie                | Richting        | EU-partij   | EU-fractie       | Partijleider            | TK     | EK     | EP     |
| --------------------------------------- | ---- | ------- | ------------------------ | --------------- | ----------- | ---------------- | ----------------------- | ------ | ------ | ------ |
| Partij voor de Vrijheid                 |      | PVV     | Rechts-populisme         | Radicaal-rechts | Patriots.eu | Patriotten       | Geert Wilders           | 37     | 4      | 6      |
| GroenLinks-PvdA                         |      | GL-PvdA | Sociaaldemocratie        | Centrumlinks    | [ b ]       | Groenen/EVA, S&D | Frans Timmermans        | 25     | 14     | 8      |
| Volkspartij voor Vrijheid en Democratie |      | VVD     | Conservatief-liberalisme | Centrumrechts   | ALDE        | Renew            | Dilan Yeşilgöz          | 24     | 10     | 4      |
| Nieuw Sociaal Contract                  |      | NSC     | Communitarisme           | Centrum         |             | EVP              | Nicolien van Vroonhoven | 19     | -      | 1      |
| Democraten 66                           |      | D66     | Sociaalliberalisme       | Centrum         | ALDE        | Renew            | Rob Jetten              | 9      | 6      | 3      |
| BoerBurgerBeweging                      |      | BBB     | Agrarisme                | Centrumrechts   |             | EVP              | Caroline van der Plas   | 8      | 14     | 2      |
| Christen-Democratisch Appèl             |      | CDA     | Christendemocratie       | Centrumrechts   | EVP         | EVP              | Henri Bontenbal         | 5      | 6      | 3      |
| Socialistische Partij                   |      | SP      | Democratisch socialisme  | Links           |             |                  | Jimmy Dijk              | 5      | 3      | 0      |
| DENK                                    |      | DENK    | Minderhedenbelangen      | Centrumlinks    |             |                  | Stephan van Baarle      | 3      | -      | -      |
| Partij voor de Dieren                   |      | PvdD    | Ecologisme               | Links           | APEU        | Linkse Fractie   | Esther Ouwehand         | 3      | 3      | 1      |
| Forum voor Democratie                   |      | FVD     | Nationaal-conservatisme  | Radicaal-rechts | ESN         |                  | Thierry Baudet          | 3      | 2      | 0      |
| Staatkundig Gereformeerde Partij        |      | SGP     | Religieus rechts         | Rechts          | ECPM        | ECH              | Chris Stoffer           | 3      | 2      | 1      |
| ChristenUnie                            |      | CU      | Christendemocratie       | Centrum         | ECPM        |                  | Mirjam Bikker           | 3      | 3      | 0      |
| Volt Nederland                          |      | Volt    | Europees federalisme     | Centrum         | Volt Europa | Groenen/EVA      | Laurens Dassen          | 2      | 2      | 2      |
| JA21                                    |      | JA21    | Liberaal-conservatisme   | Rechts          |             |                  | Joost Eerdmans          | 1      | 3      | 0      |
| 50PLUS                                  |      | 50+     | Ouderenbelangen          | Centrum         | EDP         |                  | Gerard van Hooft        | 0      | 1      | 0      |
| Onafhankelijke Politiek Nederland       |      | OPNL    | Regionalisme             | Centrum         | [ c ]       |                  | Auke van der Goot       | -      | 1      | -      |

### Lokaal vertegenwoordigd
De volgende landelijke partijen zijn niet in Eerste of Tweede Kamer of Europarlement vertegenwoordigd maar wel in één of meer Provinciale Staten (PS), gemeenteraden (GR) of waterschappen (WS).
| Logo | Partij                             | Afk.   | Ideologie                     | Richting       | EU-partij | Partijleider                   | Zetels | Zetels | Zetels |
| Logo | Partij                             | Afk.   | Ideologie                     | Richting       | EU-partij | Partijleider                   | PS     | GR     | WS     |
| ---- | ---------------------------------- | ------ | ----------------------------- | -------------- | --------- | ------------------------------ | ------ | ------ | ------ |
|      | Belang van Nederland               | BVNL   | Klassiek liberalisme          | Rechts         |           | Wybren van Haga                | 0      | 12     | 4      |
|      | BIJ1                               | BIJ1   | Antikapitalisme               | Radicaal links |           | Edson Olf                      | -      | 3      | -      |
|      | De Groenen                         | DG     | Groene politiek               | Links          |           | Matthijs Pontier               | -      | 0      | 1      |
|      | Forza!                             | Forza! | Fortuynisme                   | Rechts         |           | Ralph Castricum                | -      | 5      | -      |
|      | GroenLinks                         | GL     | Groene politiek               | Links          | EGP       | Jesse Klaver                   | 44     | 520    | -      |
|      | Hart voor Vrijheid                 | HVV    | Antivax                       | Syncretisch    |           |                                | 0      | 1      | -      |
|      | Nederland Transparant              | NT     | Bestuurlijke transparantie    | Syncretisch    |           |                                | -      | 8      | -      |
|      | Nieuwe Communistische Partij-NCPN  | NCPN   | Marxisme-leninisme            | Extreemlinks   | ECA       | Rinze Visser                   | -      | 1      | -      |
|      | Partij van de Arbeid               | PvdA   | Sociaaldemocratie             | Centrumlinks   | PES       | Frans Timmermans               | 42     | 526    | 50     |
|      | PartijvdSport                      | PvdS   | Gezondheidspromotie           | Centrum        |           | Michel Vierwind                | -      | 1      | -      |
|      | Piratenpartij                      | PPNL   | Piratenpolitiek               | Syncretisch    | PPEU      | Matthijs Pontier               | 0      | 1      | 0      |
|      | Politieke Partij voor Basisinkomen | PPvB   | Onvoorwaardelijk basisinkomen | Links          |           |                                | -      | 0      | -      |
|      | Respect Nederland                  | R!     | Fortuynisme                   | Rechts         |           | René Eekhuis                   | -      | 1      | -      |
|      | Splinter                           | SPL    | Progressief liberalisme       | Centrumlinks   |           | Femke Merel van Kooten-Arissen | -      | 1      | -      |
|      | Trots op Nederland                 | TROTS  | Conservatief-liberalisme      | Rechts         |           | Sander van den Raadt           | -      | 3      | -      |
|      | Verenigde Communistische Partij    | VCP    | Marxisme-leninisme            | Extreemlinks   |           | Engel Modderman                | -      | 3      | -      |
|      | Verenigde Senioren Partij          | VSP    | Ouderenbelangen               | Centrum        |           |                                | -      | 8      | -      |

### Niet vertegenwoordigd
De volgende politieke partijen hebben deelgenomen aan verkiezingen, maar zijn niet vertegenwoordigd op enig niveau, en zijn (voor zover bekend) niet opgeheven.
| Logo | Partij                                 | Afk.      | Ideologie                    | Richting       | EU-partij | Partijleider                     | Laatste verkiezingen                     |
| ---- | -------------------------------------- | --------- | ---------------------------- | -------------- | --------- | -------------------------------- | ---------------------------------------- |
|      | Alliantie                              | Alliantie | Communitarisme               | Centrumrechts  |           |                                  | Provinciale Staten 2023                  |
|      | Atheïstisch Seculiere Partij           | ASP       | Laïcisme                     | Centrumlinks   |           |                                  | Gemeenteraden 2022                       |
|      | Code Oranje                            | CO        | Directe democratie           | Syncretisch    |           | Bert Blase                       | Provinciale Staten 2023                  |
|      | Jezus Leeft                            | JL        | Evangelisatie                | Rechts         |           | Florens van der Spek             | Provinciale Staten 2023                  |
|      | LEF - Voor de Nieuwe Generatie         | LEF       | Jongerenbelangen             | Links          |           | Daniël van Duijn                 | Tweede Kamer 2023                        |
|      | Liberaal Democratische Partij          | LibDem    | Sociaalliberalisme           | Centrum        |           | Sammy van Tuyll van Serooskerken | Europees Parlement 2014                  |
|      | Libertaire Partij                      | LP        | Libertarisme                 | Rechts         | EPIL      | Tom van Lamoen                   | Tweede Kamer 2023                        |
|      | Meer Directe Democratie                | MDD       | Directe democratie           | Rechts         |           | Dorien Rookmaker                 | Europees Parlement 2024                  |
|      | Modern Nederland                       | MN        | E-Democracy                  | Syncretisch    |           |                                  | Tweede Kamer 2021                        |
|      | Nederland met een PLAN                 | NL PLAN   | Participatiedemocratie       | Centrum        |           | Kok Kuen Chan                    | Europees Parlement 2024                  |
|      | Nederlandse Volks-Unie                 | NVU       | Neonazisme                   | Extreemrechts  |           | Constant Kusters                 | Gemeenteraden 2022                       |
|      | Onafhankelijk Politiek Actief          | OPA       | Ouderenbelangen              | Centrum        |           |                                  | Gemeenteraden 2022                       |
|      | OPRECHT                                | OR        | Nationaal-conservatisme      | Rechts         |           |                                  | Tweede Kamer 2021                        |
|      | Pacifistisch-Socialistische Partij '92 | PSP '92   | Pacifistisch socialisme      | Links          |           |                                  | Provinciale Staten en waterschappen 2015 |
|      | Revolutionair Socialistische Partij    | RSP       | Revolutionair socialisme     | Radicaal links |           | Gwildor Sok                      | Gemeenteraden 2022                       |
|      | Samen voor Nederland                   | SvN       | Rechts-populisme             | Extreemrechts  |           |                                  | Tweede Kamer 2023                        |
|      | Ubuntu Connected Front                 | UCF       | Ubuntuïsme (menswaardigheid) | Links          |           |                                  | Tweede Kamer 2021                        |

## Provinciale partijen
De volgende politieke partijen zijn actief op provinciaal niveau en in sommige gevallen tevens op gemeentelijk en/of waterschapsniveau. Ze hebben bij de Provinciale Statenverkiezingen 2023, de gemeenteraadsverkiezingen 2022 of de waterschapsverkiezingen 2023 één of meer zetels gehaald.
| Logo | Partij                     | Afk. | Provincie     | EU-partij | Zetels | Zetels | Zetels |
| Logo | Partij                     | Afk. | Provincie     | EU-partij | PS     | GR     | WS     |
| ---- | -------------------------- | ---- | ------------- | --------- | ------ | ------ | ------ |
|      | Fryske Nasjonale Partij    | FNP  | Friesland     | EVA       | 4      | 49     | 2      |
|      | Groninger Belang           | GB   | Groningen     |           | 3      | -      | 3      |
|      | Lokaal Brabant             | LB   | Noord-Brabant |           | 4      | -      | -      |
|      | Lokaal-Limburg             | LL   | Limburg       |           | 2      | -      | 3      |
|      | Partij voor het Noorden    | PvhN | Groningen     |           | 1      | 5      | -      |
|      | Partij voor Zeeland        | PvZ  | Zeeland       |           | 2      | -      | 4      |
|      | Provinciaal Belang Fryslân | PBF  | Friesland     |           | 1      | -      | -      |
|      | Sterk Lokaal Drenthe       | SLD  | Drenthe       |           | 1      | -      | -      |
|      | Sterk Lokaal Flevoland     | SLF  | Flevoland     |           | 1      | -      | -      |

## Waterschapspartijen
De volgende landelijke politieke partijen zijn uitsluitend actief in de waterschappen.
| Logo | Partij                     | Afk. | Zetels |
| ---- | -------------------------- | ---- | ------ |
|      | Algemene Waterschapspartij | AWP  | 21     |
|      | Water Natuurlijk           | WN   | 91     |

De volgende politieke partijen zijn uitsluitend actief in een enkel waterschap.
| Partij                              | Afk.   | Waterschap                | Zetels |
| ----------------------------------- | ------ | ------------------------- | ------ |
| Betaalbaar Water                    | BW     | Noorderzijlvest           | 1      |
| Boeren Burgers Waterbelang          | BBW    | Hollands Noorderkwartier  | 2      |
| Gemeentebelangen Drenthe-Overijssel | GBDrOv | Drents Overijsselse Delta | 2      |
| Hollandse Delta Natuurlijk          | HDN    | Hollandse Delta           | 1      |
| Lokaal Waterbeheer                  | LWB    | Vallei en Veluwe          | 1      |
| Ondernemend Water                   | OW     | Rijn en IJssel            | 1      |
| Ons Water                           | OW     | Brabantse Delta           | 3      |
| Student & Water                     | S&W    | Noorderzijlvest           | 1      |
| Vrienden van de Berkel              | VvdB   | Rijn en IJssel            | 2      |
| Waterbelang Limburg                 | WBL    | Limburg                   | 10     |
| Waterplatform Groen, Water & Land   | GW&L   | Hollands Noorderkwartier  | 5      |
| Waterschapspartij Hollandse Delta   | WPHD   | Hollandse Delta           | 5      |
| Water, Wonen en Natuur              | WWN    | Zuiderzeeland             | 6      |
| Werken aan Water                    | WaW    | De Dommel                 | 1      |
| West-Brabant Waterbreed             | WBWB   | Brabantse Delta           | 3      |

## Lokale partijen
Er zijn veel lokale partijen. Zo zijn er 'Gemeentebelangen', 'Stadspartijen', 'Leefbaren' die in veel gemeenten voorkomen maar meestal niet samenwerken. Ook zijn er partijen die focussen op een bepaalde groep kiezers, zoals inwoners van één plaats in een gemeente, ouderen en studenten.

## Leden

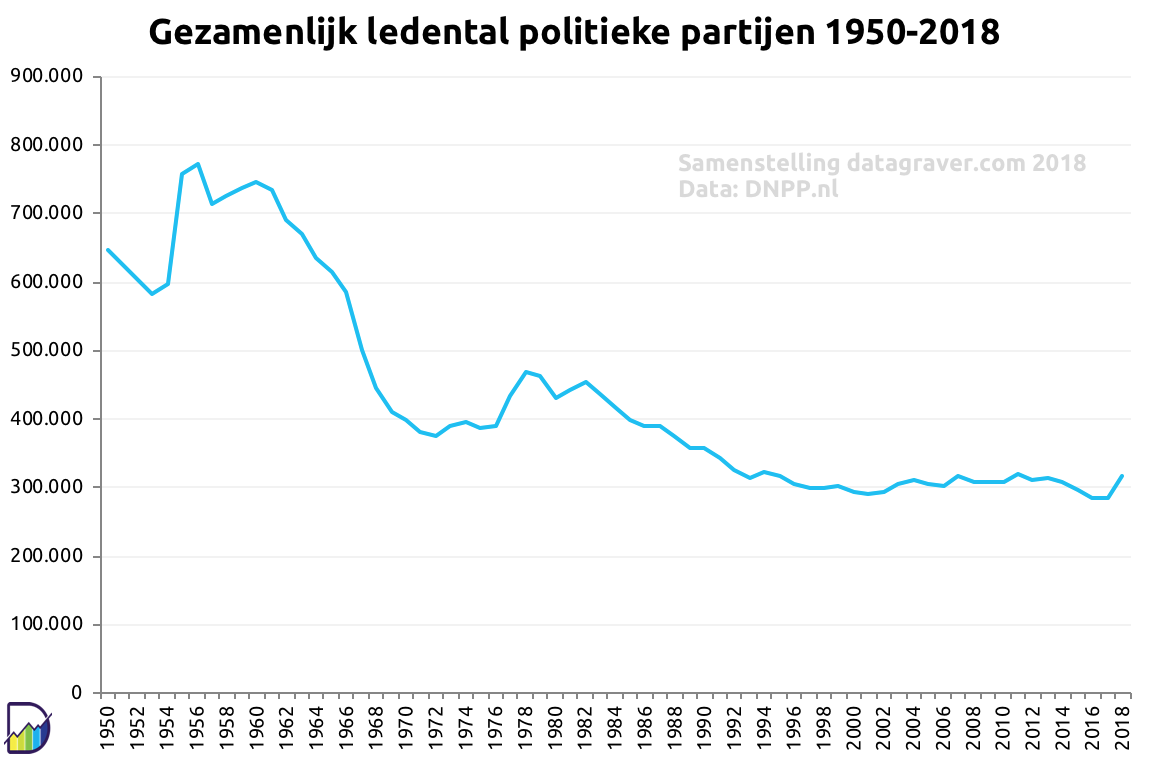
Totaal aantal leden van in de Tweede Kamer vertegenwoordigde politieke partijen in Nederland.

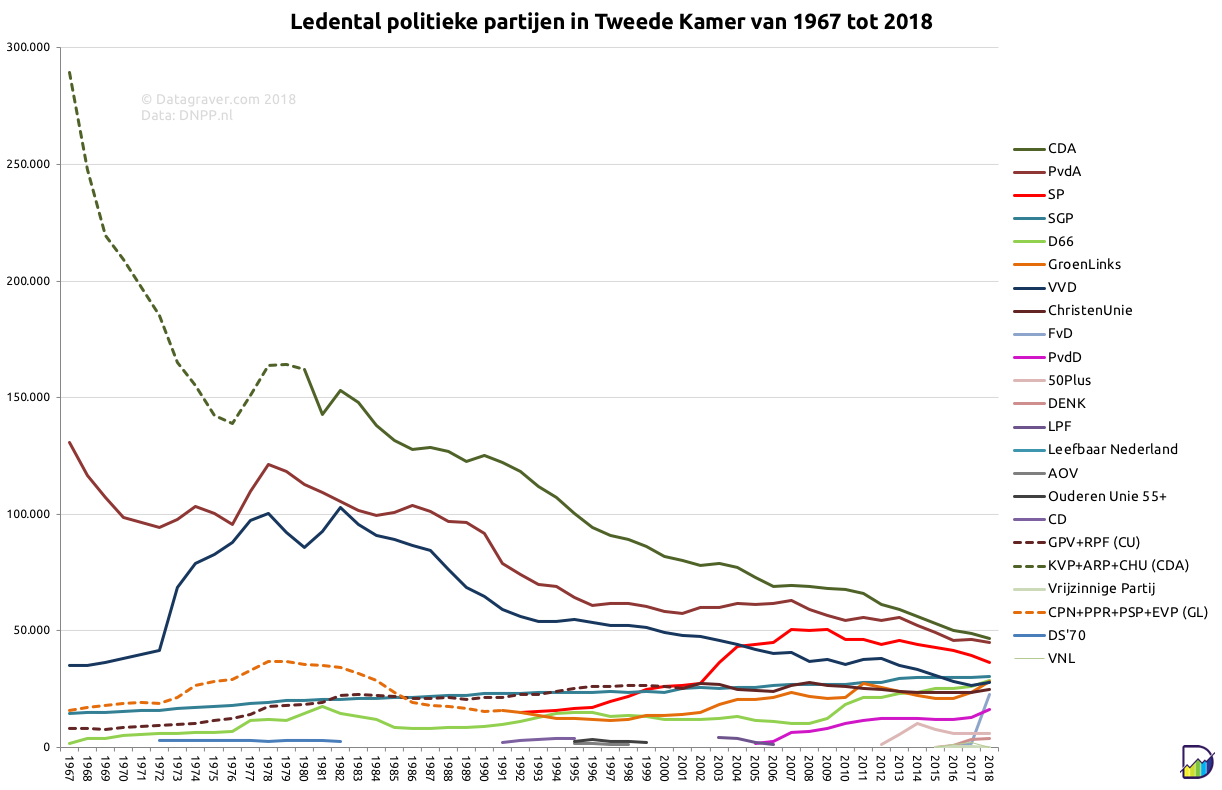
Aantal leden van in de Nederlandse Tweede Kamer vertegenwoordigde partijen. Klik op de afbeelding voor een grotere versie

Het gezamenlijke ledental van de Nederlandse politieke partijen schommelt sinds 1994 rond de 300.000. Voorheen hadden met name de grote traditionele partijen veel meer leden. Het CDA telde in 1980 nog ruim 162.000 leden, in 1990 ongeveer 125.000 en per 1 januari 2016 nog 50.181 leden. De PvdA ging in diezelfde periode van bijna 113.000 naar ruim 91.000 naar 46.045 en de VVD van 85.000 naar bijna 60.000 naar 28.436.
Kleinere partijen zagen hun ledental juist groeien. GroenLinks had in 1996 een ledental van 11.700, maar staat anno 2016 op 21.180 leden. De SP had bijna 16.000 leden toen ze bij de Tweede Kamerverkiezingen 1994 in het parlement kwam en heeft per 1 januari 2016 41.710 leden. Ook de PvdD is gegroeid in ledental, van 6.370 in 2007 naar 12.131 in 2016. De SGP en ChristenUnie zijn al jaren vrij stabiel en hebben respectievelijk 29.928 en 23.398 leden. De PVV, sinds 2006 vertegenwoordigd in de Tweede Kamer, kent buiten Geert Wilders geen leden. Denktank Forum voor Democratie wist binnen een jaar na oprichting als partij 22.884 leden aan zich te binden; een stijging van meer dan 1.100 procent.
| Partij       | 2016    | 2017    | 2018    | 2019    | 2020    | 2021    | 2022    | 2023    | 2024    | 2025    |
| ------------ | ------- | ------- | ------- | ------- | ------- | ------- | ------- | ------- | ------- | ------- |
| FVD          | -       | -       | 22.884  | 30.674  | 43.716  | 45.322  | 58.890  | 61.284  | 61.633  | 60.163  |
| PvdA         | 46.045  | 46.162  | 45.040  | 42.416  | 41.078  | 40.953  | 40.540  | 39.536  | 43.675  | 47.869  |
| GroenLinks   | 21.180  | 23.389  | 28.429  | 28.829  | 30.438  | 32.685  | 33.444  | 33.806  | 40.621  | 46.508  |
| PvdD         | 12.131  | 12.866  | 16.156  | 17.043  | 18.344  | 19.173  | 23.811  | 24.848  | 30.333  | 31.648  |
| SGP          | 29.928  | 30.122  | 30.325  | 30.081  | 29.655  | 29.345  | 29.878  | 29.877  | 30.306  | 30.573  |
| D66          | 25.349  | 26.284  | 28.820  | 26.451  | 24.955  | 27.121  | 31.830  | 30.022  | 29.624  | 29.673  |
| SP           | 41.710  | 39.571  | 36.465  | 36.286  | 32.196  | 31.960  | 32.496  | 32.459  | 30.914  | 28.737  |
| CDA          | 50.181  | 48.775  | 46.630  | 43.133  | 39.187  | 37.375  | 34.832  | 31.916  | 29.721  | 26.227  |
| ChristenUnie | 23.398  | 23.695  | 25.071  | 25.170  | 25.238  | 25.495  | 26.159  | 25.261  | 24.707  | 23.975  |
| VVD          | 28.436  | 26.497  | 27.692  | 25.557  | 23.907  | 25.035  | 26.550  | 23.818  | 22.473  | 20.902  |
| Volt         | -       | -       | -       | -       | -       | -       | 12.397  | 12.400  | 15.021  | 16.109  |
| BBB          | -       | -       | -       | -       | -       | -       | 2.376   | 10.874  | 13.426  | 13.041  |
| NSC          | -       | -       | -       | -       | -       | -       | -       | -       | 8.811   | 7.991   |
| DENK         | -       | -       | 3.488   | 3.678   | 3.137   | 3.356   | 3.507   | 3.440   | 3.292   | 4.240   |
| JA21         | -       | -       | -       | -       | -       | -       | 4.843   | 5.728   | 4.468   | 3.637   |
| BIJ1         | -       | -       | -       | -       | -       | -       | 5.218   | 5.276   | -       | -       |
| 50PLUS       | 6.056   | 6.180   | 6.081   | 5.701   | 4.982   | 3.657   | -       | -       | -       | -       |
| Totaal       | 284.414 | 283.541 | 317.081 | 315.019 | 316.833 | 321.477 | 366.771 | 370.545 | 389.025 | 391.293 |

## Opgeheven partijen

Geschiedenis en ontwikkeling van alle Nederlandse partijen die ooit zetels behaalden in de Tweede Kamer.

De volgende landelijke politieke partijen zijn opgeheven, gefuseerd met andere partijen of opgegaan in een nieuwe partij.
| Partij                                                                 | Reden                                                                |
| ---------------------------------------------------------------------- | -------------------------------------------------------------------- |
| Ad Bos Collectief (ABC)                                                | Opgeheven                                                            |
| Algemeene Bond van RK-kiesverenigingen                                 | Omgevormd tot Roomsch-Katholieke Staatspartij                        |
| Algemeen Ouderen Verbond (AOV)                                         | Restanten opgegaan in Verenigde Senioren Partij                      |
| Algemeene Nederlandsche Fascisten Bond (ANFB)                          | Opgedeeld in de vuurslag en Zwart Front                              |
| Anti-Revolutionaire Partij (ARP)                                       | Fusie tot CDA                                                        |
| Artikel 1                                                              | Naam veranderd in BIJ1                                               |
| Artikel 50                                                             | Fusie met VoorNederland                                              |
| Boerenpartij                                                           | Naam veranderd in Rechtse Volkspartij                                |
| Bond van Christen-Socialisten (BCS)                                    | Opgesplitst tussen SDAP, CVP en de CPN                               |
| Bond van Vrije Liberalen                                               | Fusie tot Liberale Staatspartij "De Vrijheidsbond"                   |
| Centrumpartij (CP)                                                     | Failliet verklaard                                                   |
| Centrumpartij '86 (CP'86)                                              | Door rechtbank ontbonden                                             |
| Centrumdemocraten (CD)                                                 | Bij notariële akte ontbonden                                         |
| Christelijk-Democratische Unie (CDU)                                   | Fusie tot PvdA                                                       |
| Christelijk-Historische Kiezersbond (CHK)                              | Fusie tot CHP                                                        |
| Christelijk-Historische Partij (CHP)                                   | Fusie tot CHU                                                        |
| Christelijk-Historische Unie (CHU)                                     | Fusie tot CDA                                                        |
| Christelijk-Sociale Partij (CSP)                                       | Opgegaan in CHU                                                      |
| Christelijke Volkspartij (CVP)                                         | Opgegaan in CDU                                                      |
| Christen-Democratische Partij (CDP)                                    | Opgesplitst en opgegaan in ARP en CDU                                |
| Communistische Partij Holland (CPH)                                    | Naam veranderd in CPN                                                |
| Communistische Partij van Nederland (CPN)                              | Fusie tot GroenLinks                                                 |
| Democratisch Socialisten '70 (DS'70)                                   | Opgeheven                                                            |
| De Feestpartij (DFP)                                                   | Verder gegaan als Burger Bescherming                                 |
| Economische Bond                                                       | Fusie tot Liberale Staatspartij "De Vrijheidsbond"                   |
| Evangelische Volkspartij (EVP)                                         | Fusie tot GroenLinks                                                 |
| Friese Bond                                                            | Fusie tot Christelijk-Historische Unie (CHU)                         |
| Gereformeerd Politiek Verbond (GPV)                                    | Fusie tot ChristenUnie                                               |
| God Met Ons                                                            | Opgeheven                                                            |
| Hervormd-Gereformeerde Staatspartij (HGSP)                             | Opgegaan in Protestantse Unie                                        |
| Islam Democraten (ID)                                                  | Opgegaan in DENK                                                     |
| Katholiek Democratische Partij (KDP)                                   | Aangesloten bij RKSP                                                 |
| Katholiek Nationale Partij (KNP)                                       | Teruggekeerd naar KVP                                                |
| Katholieke Volkspartij (KVP)                                           | Fusie tot CDA                                                        |
| Kommunistiese Arbeiders Organisatie (marxisties-leninisties) (KAO(ml)) | Opgeheven                                                            |
| Leefbaar Nederland (LN)                                                | Opgeheven                                                            |
| Liberale Staatspartij (LSP)                                            | Opgegaan in Partij van de Vrijheid                                   |
| Liberale Unie                                                          | Opgegaan in Liberale Staatspartij "De Vrijheidsbond"                 |
| Lijst Pim Fortuyn                                                      | Opgeheven                                                            |
| Nationaal-Socialistische Beweging (NSB)                                | Verboden via Koninklijk Besluit                                      |
| Nationaal-Socialistische Nederlandsche Arbeiderspartij (NSNAP)         | Verplicht gefuseerd met de Nationaal-Socialistische Beweging         |
| Nationale Alliantie (NA)                                               | Opgeheven                                                            |
| Natuurwetpartij                                                        | Ontbonden                                                            |
| Nederlands Blok (NB)                                                   | Opgeheven                                                            |
| Nederlandsche Bond van Belastingbetalers                               | Opgegaan in Nationale Bond voor Bezuiniging                          |
| Nederlandse Moslim Partij (NMP)                                        | Opgeheven                                                            |
| NIDA                                                                   | Doorgegaan als lobbygroep                                            |
| Nieuw Rechts (NR)                                                      | Opgeheven                                                            |
| Onafhankelijke Socialistische Partij (OSP)                             | Fusie tot Revolutionair-Socialistische Arbeiderspartij               |
| Ouderenunie                                                            | Fusie tot Verenigde Senioren Partij                                  |
| Pacifistisch Socialistische Partij (PSP)                               | Fusie tot GroenLinks                                                 |
| Partij van de Eenheid (PvdE)                                           | Opgeheven                                                            |
| Partij van de Toekomst (PvdT)                                          | Naam en url overgedragen aan de Partij voor de Toekomst              |
| Partij van de Vrijheid (PvdV)                                          | Fusie tot VVD                                                        |
| Partij voor Mens en Spirit (MenS)                                      | Opgeheven                                                            |
| Partij voor Rechtvaardigheid, Daadkracht en Vooruitgang (PRDV)         | Vereniging omgevormd tot 50PLUS                                      |
| Plattelandersbond                                                      | Naam veranderd in Nationale Boeren-, Tuinders- en Middenstandspartij |
| Politieke Partij Radikalen (PPR)                                       | Fusie tot GroenLinks                                                 |
| Radicale Bond                                                          | Fusie tot Vrijzinnig-Democratische Bond (VDB)                        |
| Realisten Nederland                                                    | Fusie tot Groen Rechts                                               |
| Reformatorische Politieke Federatie (RPF)                              | Fusie tot ChristenUnie                                               |
| Revolutionair-Socialistische Arbeiderspartij (RSAP)                    | Voortgezet als Marx-Lenin-Luxemburg-front                            |
| Revolutionair Socialistische Partij (RSP)                              | Fusie tot Revolutionair-Socialistische Arbeiderspartij (RSAP)        |
| Roomsch-Katholieke Staatspartij (RKSP)                                 | Opgevolgd door Katholieke Volkspartij                                |
| Rooms-Katholieke Volkspartij (RKVP)                                    | Opgeheven                                                            |
| Sociaal-Democratische Arbeiderspartij (SDAP)                           | Fusie tot PvdA                                                       |
| Sociaal-Democratische Bond (SDB)                                       | Fusie tot SDAP                                                       |
| Sociaal-Democratische Partij (SDP)                                     | Naam veranderd in CPH                                                |
| Socialistische Unie (SU)                                               | Opgegaan in de PSP                                                   |
| Unie 55+                                                               | Opgegaan in Ouderenunie                                              |
| Vrij-Antirevolutionaire Partij (VAR)                                   | Fusie tot CHP                                                        |
| Vooruitstrevende Partij voor de Wereldregering (VPvW)                  | Opgegaan in SU                                                       |
| Verbond van Actualisten (VVA)                                          | Opgeheven                                                            |
| Verbond van Nationalisten (VVN)                                        | Failliet verklaard                                                   |
| Verbond voor Nationaal Herstel (VNH)                                   | Opgeheven tijdens Duitse bezetting                                   |
| VoorNederland (VNL)                                                    | Opgeheven na Tweede Kamerverkiezingen 2017                           |
| Vrijzinnig-Democratische Bond (VDB)                                    | Fusie tot PvdA                                                       |
| Vrijzinnige Partij                                                     | Gestopt als politieke partij                                         |
| Zwart Front (ZF)                                                       | Verboden tijdens Duitse bezetting                                    |

### Andere opgeheven partijen
Partijen met kruis (†) zijn "schijndood", een officieel einde is nooit aangekondigd of status van politiek verkeer of enige activiteit is onbekend.
- Anti-werkloosheidspartij
- Bejaarden Centraal
- Burgerpartij Nederland (BPN)
- Continue Directe Democratie Partij (CDDP) †
- Corporatieve Concentratie (CC)
- DeConservatieven.nl †
- Democratisch Europa †
- Een Computer Voor Iedereen †
- EénNL †
- Frysk Fascisten Front (FFF)
- GeenPeil †
- Groep Otten (GO) †
- Grote Alliance Partij (GAP)
- Humanistische Partij
- Indonesische Partij
- JONG †
- Katholieke Politieke Partij (KPP)
- Kommunistiese Eenheidsbeweging Nederland (KEN)
- Kommunistische Arbeiderspartij Nederland (KAPN)
- Kleine Partij
- Liberale Partij (Nederland) (LP)
- Libertas †
- Lijst 17 †
- Lijst Henk Krol (LHK) †
- Lijst Veldhoen
- Loesje (1986) †
- LRVP - hetZeteltje †
- Middenpartij voor Stad en Land
- Middenstandspartij (1918-1921)
- Middenstandspartij (1947-1966)
- Milieu Defensie Partij 2000+
- Nationaal-Socialistische Partij (NSP)
- Nationale Boeren-, Tuinders- en Middenstandspartij (NBTMP)
- Nationale Bond voor Bezuiniging (NBB)
- Nationale Partij Nederland (NPN)
- Nationale Unie
- Nationalistische Volks Beweging (NVB)
- Nederland Lokaal †
- Nederlandsche Fascisten Unie (NFU)
- Nederlandsche Nationaal-Socialistische Partij (NNSP)
- Nederlandsche Unie
- Nederlandsche Volkspartij (NVP)
- Nederlandse Middenstands Partij (NMP) †
- Neutrale Partij
- Nieuwe Nationale Partij (NNP)
- Nieuwe Wegen †
- NLBeter
- OndernemersPartij
- Oranje-Fascisten
- Oude SDAP (OSDAP)
- Partij Democratisch-Socialisten (PDS)
- Partij Nieuw Rechts (PNR)
- Partij tot Likwidatie van Nederland (PLN)
- Partij voor de Republiek (PvdR) †
- Partij voor Nederland (PvN)
- Partij voor Socialisme en Ontwapening (PvSO)
- PolitiekCorrect
- Politieke Partij voor Ouderen (PPvO)
- Progressieve Democratische Partij (PDP)
- Progressieve Partij voor Behoud van Milieu, Werk en Maatschappij
- Protestantse Volkspartij (PVP)
- Protestantse Unie (PU)
- Rechtse Volkspartij (RVP)
- Republikeinse Democraten Nederland (RDN), 1968–1971?
- Republikeinse Partij Nederland, 1965–1968?
- Republikeinse Volkspartij (RVP), 1994–2003
- Rooms Katholieke Partij Nederland (RKPN)
- Senioren 2000
- Socialistische Minderheden Partij (SMP)
- Socialistische Partij (SP), 1918-1928
- Solide Multiculturele Partij
- SOPN (2012) †
- Staatkundige Federatie
- Tamara's Open Partij
- Unie van Nederlandsche Fascisten (UNF)
- Vereeniging De Bezem
- Verbond tot Democratisering der Weermacht (VDW)
- Vrouwenpartij voor Feministische Politiek (VFP)
- Vrije Indische Partij (VIP)
- Vrij en Sociaal Nederland (VSN) †
- Vooruitstevende Minderhedenpartij
- Vooruitstrevende Integratie Partij
- Volkspartij (VP)
- Vrije Socialistische Groep (ook bekend als Rapaille Partij)
- Vaderlandsch Verbond (VV)